# Prosoplecta gutticollis
Prosoplecta gutticollis är en kackerlacksart som beskrevs av Walker, F. 1868. Prosoplecta gutticollis ingår i släktet Prosoplecta och familjen småkackerlackor. Inga underarter finns listade i Catalogue of Life.